# Filmografia de Chris Rock
A seguir, é apresentada a filmografia do comediante, ator, roteirista, produtor e diretor americano Chris Rock.

## Filmes
| Ano  | Título                               | Papel                                    | Notas                                    |
| ---- | ------------------------------------ | ---------------------------------------- | ---------------------------------------- |
| 1985 | Krush Groove                         | Garoto vendo a briga                     | Não creditado                            |
| 1987 | Beverly Hills Cop II                 | Manobrista da Mansão Playboy             |                                          |
| 1988 | Comedy's Dirtiest Dozen              | Ele mesmo                                | Direct-to-video                          |
| 1988 | I'm Gonna Git You Sucka              | Rib Joint Customer                       |                                          |
| 1989 | Who Is Chris Rock?                   | Ele mesmo                                | Curta documentário                       |
| 1991 | New Jack City                        | Pookie                                   |                                          |
| 1992 | Boomerang                            | Bony T                                   |                                          |
| 1993 | CB4                                  | Albert Brown / M.C. Gusto                | Também roteirista e co-produtor          |
| 1995 | The Immortals                        | Deke Anthony                             |                                          |
| 1995 | Panther                              | Yuck Mouth                               |                                          |
| 1996 | Sgt. Bilko                           | 1st Lt. Oster                            |                                          |
| 1997 | Beverly Hills Ninja                  | Joey Washington                          |                                          |
| 1998 | Dr. Dolittle                         | Rodney (voz)                             |                                          |
| 1998 | Elmopalooza                          | Ele mesmo                                |                                          |
| 1998 | Lethal Weapon 4                      | Detetive Lee Butters                     |                                          |
| 1999 | Torrance Rises                       | Ele mesmo                                | Curta documentário                       |
| 1999 | Dogma                                | Rufus                                    |                                          |
| 2000 | Nurse Betty                          | Wesley                                   |                                          |
| 2001 | Down to Earth                        | Lance Barton                             | Também diretor, produtor e roteirista    |
| 2001 | AI: Artificial Intelligence          | Mecha Comedian (voz)                     | Cameo                                    |
| 2001 | Pootie Tang                          | JB/Radio DJ/Pootie's Father              | Também produtor                          |
| 2001 | Osmosis Jones                        | Osmosis Jones (voz)                      |                                          |
| 2001 | Jay and Silent Bob Strike Back       | Chaka Luther King                        | Cameo                                    |
| 2002 | Bad Company                          | Jake Hayes / Kevin Pope / Michael Turner |                                          |
| 2002 | Comedian                             | Ele mesmo                                | Documentário                             |
| 2003 | Pauly Shore Is Dead                  | Ele mesmo                                | Cameo                                    |
| 2003 | Head of State                        | Mays Gilliam                             | Também diretor, produtor e roteirista    |
| 2004 | The N-Word                           | Ele mesmo                                | Documentário                             |
| 2004 | Paparazzi                            | Entregador de Pizza                      | Cameo                                    |
| 2005 | The Aristocrats                      | Ele mesmo                                | Documentário                             |
| 2005 | Madagascar                           | Marty (voz)                              |                                          |
| 2005 | A Christmas Caper                    | Marty (voz)                              |                                          |
| 2005 | The Longest Yard                     | Farrell Caretaker                        |                                          |
| 2007 | I Think I Love My Wife               | Richard Marcus Cooper                    | Também diretor, produtor e roteirista    |
| 2007 | Bee Movie                            | Zé Picada, o mosquito (voz)              |                                          |
| 2008 | You Don't Mess with the Zohan        | Taxista                                  | Cameo                                    |
| 2008 | Madagascar: Escape 2 Africa          | Marty e outras zebras (voz)              |                                          |
| 2009 | Good Hair                            | Ele mesmo                                | Documentário; também produtor            |
| 2010 | Death at a Funeral                   | Aaron                                    | Também produtor; remake do filme de 2007 |
| 2010 | Grown Ups                            | Kurt McKenzie                            |                                          |
| 2012 | 2 Days in New York                   | Mingus Robinson                          |                                          |
| 2012 | What to Expect When You're Expecting | Vic                                      |                                          |
| 2012 | Madagascar 3: Europe's Most Wanted   | Marty (voz)                              |                                          |
| 2013 | Madly Madagascar                     | Marty (voz)                              |                                          |
| 2013 | Grown Ups 2                          | Kurt McKenzie                            |                                          |
| 2014 | Top Five                             | Andre Allen                              | Também diretor e roteirista              |
| 2015 | A Very Murray Christmas              | Ele mesmo                                |                                          |
| 2017 | Sandy Wexler                         | Ele mesmo                                |                                          |
| 2018 | The Week Of                          | Kirby Cordice                            |                                          |
| 2018 | Nobody's Fool                        | Lawrence                                 |                                          |
| 2019 | Dolemite Is My Name                  | Daddy Fatts                              |                                          |
| 2020 | The Roads Not Taken                  | Adam                                     |                                          |
| 2020 | The Witches                          |                                          |                                          |
| 2021 | Spiral: From the Book of Saw         | Det. Ezekiel "Zeke" Banks                | Também roteirista e produtor executivo   |

## Televisão
| Ano       | Título                                          | Papel                    | Notas                                                         |  |
| --------- | ----------------------------------------------- | ------------------------ | ------------------------------------------------------------- |  |
| 1987      | Miami Vice                                      | Carson                   | Episódio: "Missing Hours"                                     |  |
| 1990–93   | Saturday Night Live                             | Vários                   | 59 episódios                                                  |  |
| 1993–94   | In Living Color                                 | Vários                   | 6 episódios                                                   |  |
| 1994      | HBO Comedy Half-Hour                            | Ele mesmo                | Especial de stand-up                                          |  |
| 1995      | The Fresh Prince of Bel-Air                     | Maurice/Jasmine          | Episódio: "Get a Job"                                         |  |
| 1996–1998 | The Moxy Show                                   | Flea                     | Voz não creditada                                             |  |
| 1996      | Martin                                          | Valentino                | Episódio: "The Love Jones Connection"                         |  |
| 1996      | Homicide: Life on the Street                    | Carver                   | Episódio: "Requiem for Adena"                                 |  |
| 1996      | Chris Rock: Bring the Pain                      | Ele mesmo                | Especial de stand-up                                          |  |
| 1996      | Saturday Night Live                             | Apresentador             | Episódio: "Chris Rock/The Wallflowers"                        |  |
| 1997      | MTV Video Music Awards de 1997                  | Apresentador             | Especial de TV                                                |  |
| 1997      | Happily Ever After: Fairy Tales for Every Child | Woody (voz)              | Episódio: "Pinocchio"                                         |  |
| 1997–2000 | The Chris Rock Show                             | Ele mesmo                | 37 episódios; também criador, roteirista e produtor executivo |  |
| 1998      | King of the Hill                                | Roger "Booda" Sack (voz) | Episódio: "Traffic Jam"                                       |  |
| 1998      | Mr. Show with Bob and David                     | Ele mesmo                | Episódio: "Eat Rotten Fruit from a Shitty Tree"               |  |
| 1999      | Chris Rock: Bigger & Blacker                    | Ele mesmo                | Especial de stand-up                                          |  |
| 1999      | MTV Video Music Awards de 1999                  | Apresentador             | Especial de TV                                                |  |
| 2000      | DAG                                             | Ele mesmo                | Episódio: "Piloto"                                            |  |
| 2003      | MTV Video Music Awards de 2003                  | Apresentador             | Especial de TV                                                |  |
| 2003      | The Bernie Mac Show                             | Ele mesmo                | Episode: "Pink gold"                                          |  |
| 2004      | Chris Rock: Never Scared                        | Ele mesmo                | Especial de stand-up                                          |  |
| 2005      | Oscar 2005                                      | Apresentador             | Especial de TV                                                |  |
| 2005–2009 | Everybody Hates Chris                           | Narrador                 | 88 episódios; também criador, roteirista e produtor executivo |  |
| 2005–2009 | Everybody Hates Chris                           | Sr. Abbott               | 1 episódio                                                    |  |
| 2008      | Chris Rock: Kill the Messenger                  | Ele mesmo                | Especial de stand-up                                          |  |
| 2009      | Merry Madagascar                                | Marty (voz)              | Telefilme                                                     |  |
| 2011–12   | Louie                                           | Ele mesmo                | 2 episódios                                                   |  |
| 2012      | Tosh.0                                          | Ele mesmo                | Episódio: "How to Draw Guy"                                   |  |
| 2013      | A.N.T. Farm                                     | Ele mesmo                | Episódio: "Animal HusbANTry"                                  |  |
| 2013      | Real Husbands of Hollywood                      | Ele mesmo                | Episódio: "Rock, Paper, Stealers"                             |  |
| 2013      | Comedians in Cars Getting Coffee                | Ele mesmo                | Episódio: "Kids Need Bullying"                                |  |
| 2014      | BET Awards 2014                                 | Apresentador             | Especial de TV                                                |  |
| 2014      | Saturday Night Live                             | Apresentador             | Episódio: "Chris Rock/Prince"                                 |  |
| 2015      | Broad City                                      | Ele mesmo (voz)          | Episódio: "Mochalatta Chills"                                 |  |
| 2015      | Empire                                          | Frank Gathers            | Episódio: "The Devils Are Here"                               |  |
| 2015      | The Jim Gaffigan Show                           | Ele mesmo                | Episode: "The Bible Story"                                    |  |
| 2015      | Amy Schumer: Live at the Apollo                 | Nenhum                   | Especial de stand-up; Diretor                                 |  |
| 2015      | The Eric Andre Show                             | Ele mesmo                | Episódio: "Bird Up!"                                          |  |
| 2015      | Saturday Night Live 40th Anniversary Special    | Ele mesmo                | Especial de TV                                                |  |
| 2016      | Oscar 2016                                      | Apresentador             | Especial de TV                                                |  |
| 2018      | Chris Rock: Tamborine                           | Ele mesmo                | Especial de stand-up                                          |  |
| 2018      | Kevin Can Wait                                  | Dennis                   | Episódio: "A Band Done"                                       |  |
| 2020      | Fargo                                           | Loy Cannon               | Temporada 4                                                   |  |

### Como produtor executivo
| Year    | Title                             | Notes        |
| ------- | --------------------------------- | ------------ |
| 1998–02 | The Hughleys                      | 89 episódios |
| 2012–13 | Totally Biased with W. Kamau Bell | 64 episódios |
| 2017–18 | The Rundown with Robin Thede      | 24 episódios |

## Teatro
| Ano  | Título                        | Papel    | Local                               |
| ---- | ----------------------------- | -------- | ----------------------------------- |
| 2011 | The Motherfucker with the Hat | Ralph D. | Gerald Schoenfeld Theatre, Broadway |